# Jeri
Jeri (gr. Γέρι) – miasto na Cyprze, liczy 8 300 mieszkańców (2006). Ośrodek przemysłowy.